# Óscar Navarro Ojeda
Óscar Florencio Navarro Ojeda (Puerto Montt, Chile, 24 de noviembre de 1956) es un exfutbolista chileno. Jugaba como lateral izquierdo.

## Trayectoria
Oriundo de Puerto Montt, comenzó jugando al fútbol amateur como defensa central a los 14 años en su ciudad natal. En un cuadrangular celebrado en Osorno entre la selección amateur local, el combinado de Puerto Montt, Santiago Morning y Universidad de Chile, fue descubierto por Martín García Díaz, quien lo llevó a  Green Cross-Temuco. En el equipo temuquense estuvo entre 1967 y 1972, formando parte del plantel remató en tercer lugar en el torneo de 1969.
En 1973 paso a formar parte de O'Higgins, en donde coincidió con el entrenador Luis Vera.En esa temporada, el equipo terminó en tercer lugar del torneo oficial, sin embargo el equipo se desarma la siguiente temporada, rematando en la novena posición.Para 1975, Luis Vera lo lleva a Universidad Católica, que se encontraba en su segunda temporada en la Primera B (llamada entonces Segunda División), en un trueque por Eddie Campodónico, sin embargo no logró adaptarse al equipo.
En el segundo semestre de 1975 regresó a Green Cross-Temuco, en donde estuvo hasta 1983, dejando el club debido a los incumplimientos salariales.Actualmente, vive en Temuco.

## Clubes
| Club                 | País  | Año       |
| -------------------- | ----- | --------- |
| Green Cross-Temuco   | Chile | 1967-1972 |
| O'Higgins            | Chile | 1973-1974 |
| Universidad Católica | Chile | 1975      |
| Green Cross-Temuco   | Chile | 1975-1983 |

## Estilo de juego
«Navarro tenía una fama de vehemente bien ganada, pero no era mal intencionado. Era violento a veces y lesionó a algunos, pero en esa época el reglamento era más permisivo».
Patricio Yáñez.

«Hay mucho de mito en su mala fama. Lindo no era, pero no estamos hablando de un tronco ni de un bruto; yo rescato lo buen jugador que era, gran tipo, aunque cuando se enojaba era bravo, con sus medias siempre abajo, muy fiero. Lo que es verdad es que los delanteros rifaban su camiseta cuando tenían que ir a Temuco».
Roberto Hernández.

Es recordado como uno de los marcadores de punta más fieros del fútbol chileno. Su fiereza la adquirió desde los 14 años, cuando en el fútbol amateur jugaba contra jugadores hasta 20 años mayores. Su forma de juego lo llevó a ser expulsado 9 veces en toda su carrera, y de haber lesionado a Jorge Puntarelli y Javier Santibañez. Sin embargo, debido a la brutalidad en su juego, recibió alrededor de 70 puntos y múltiples cicatrices.Indica que quienes osaban a insultarlo, eran quienes generalmente sufrían las consecuencias de su juego.